# The Pharcyde
The Pharcyde – grupa muzyczna wykonująca alternatywny hip-hop pochodząca z miasta Los Angeles w Kalifornii. Składa się z czterech członków, którymi są Imani (Emandu Wilcox), Bootie Brown (Romye Robinson), Slimkid3 (Trevant Hardson) oraz Fatlip (Derrick Stewart). Grupa jest najbardziej kojarzona z ich singli „Drop”, „Passin' Me By” oraz „Runnin’” oraz pierwszego albumu grupy Bizarre Ride II the Pharcyde.

## Historia

### Wczesne lata
Członkowie grupy, Slimkid3, Bootie Brown oraz Imani, spotkali się pierwszy raz jako tancerze w późnych latach osiemdziesiątych XX w., gdy taniec był ich głównym zajęciem. Występowali wtedy w grupie o nazwie „As Is”, która później zmieniła nazwę na „Play Brothers”. Po tej zmianie do grupy dołączył Fatlip, gdzie zajął miejsce Bootiego Browna (stał się on zapasowym tancerzem).

### Debiut
The Pharcyde nagrali swoje pierwsze demo w 1991. Składało się ono z utworów „Passin' Me By”, „Ya Mama” oraz „Officer”. W tych czasach zatrudnili również menedżera, Paula Stewarta, który pracował wcześniej dla takich grup jak Cypress Hill, De La Soul czy House of Pain. Mike Ross z wytwórni Delicious Vinyl przesłuchał ich demo i grupa podpisała kontrakt z nią w lato roku 1991. Po raz pierwszy można było ich usłyszeć na albumie Heavy Rhyme Experience: Vol. 1 grupy Brand New Heavies w utworze „Soul Flower”, która została wydana w 1992.
Grupa raz z producentem J-Swiftem nagrała swój pierwszy album, Bizarre Ride II the Pharcyde, który został wydany w 1992. Został ciepło przyjęty, zdobywał wysokie noty i został jednym z najbardziej cenionych i wpływowych albumów alternatywnego rapu lat dziewięćdziesiątych. Album dostał złotą płytę dnia 28 marca 1996.
Gościem na albumie był Buckwheat z grupy The Wascals w utworach „On the DL” oraz „I’m That Type of Nigga”.
Ich drugi singel „Passin' Me By” został hitem osiągając pięćdziesiąte drugie miejsce na liście Hot 100 magazynu Billboard. W przypadku listy Hot Rap Singles zajął on miejsce pierwsze, a Hot R&B/Hip-Hop Singles & Tracks miejsce dwudzieste ósme. Utwór znalazł się później na ścieżce dźwiękowej filmu Super tata.
Podczas nagrywania albumu rozpoczął się konflikt pomiędzy grupą a producentem J-Swiftem. J-Swift wpadł w narkotykowy nałóg, zaczął zażywać krak. Jego walka z nałogiem została uwieczniona w filmie dokumentalnym 1 More Hit, wydanym w 2007.
Po wydaniu albumu grupa rozpoczęła koncertować wraz z grupą A Tribe Called Quest oraz De La Soul. W 1994 grupa wystąpiła na festiwalu Lollapalooza obok takich zespołów jak Beastie Boys, A Tribe Called Quest, Fu-Schnickens, Souls of Mischief czy Cypress Hill.
W 1994 The Pharcyde pojawiło się na kompilacji Red Hot Organization, pt. Stolen Moments: Red Hot + Cool z utworem „The Rubbers Song” obok Us3, Digable Planets, The Roots czy MC Solaara. Wydanie albumu miało na celu zwiększenie świadomości oraz ufundowanie pomocy dla epidemii AIDS w stosunku do afroamerykańskiej społeczności. Kompilacja została ogłoszona albumem roku przez tygodnik Time.

### Drugi album
W 1995 grupa wydała swój drugi album, Labcabincalifornia. Album zdobył mieszane recenzje, prawdopodobnie ze względu na różnice w stosunku do ich pierwszego albumu. Album zawierał kolejny hit „Runnin’”, który dotarł na miejsce pięćdziesiąte piąte na liście Hot 100 magazynu Billboard. W przypadku listy Hot R&B/Hip-Hop Singles & Tracks dotarł on na miejsce trzydzieste piąte. Utwór ten znalazł się później na ścieżce dźwiękowej filmu 8 Mila.
Po nagraniu albumu z grupy odszedł Fatlip, ze względu na problemy pomiędzy innymi członkami grupy.

### Lata 1997−2000: Plain Rap
W latach 1997 do 1999 grupa zniknęła ze sceny. Trzech pozostałych członków powróciło w 2000 roku z minialbumem zatytułowanym Chapter One: Testing The Waters.
Grupa wydała swój trzeci album pod koniec roku 2000, pt. Plain Rap. Album został letnio przyjęty przez krytyków oraz odbiorców.
Krótko po wydaniu płyty, Slimkid3, odszedł z grupy w celu rozpoczęcia kariery solowej. Wydał swój pierwszy album, Liberation jako Tre Hardson.
W klipie do utworu „Trust”, Fatlip został sportretowany jako ciągle atakowany, smutny klaun (co może być interpretowane jako pogarda za jego odejście z grupy), a Slimkid3 zamienia się w feniksa, który odlatuje tuż po zakończeniu swojej zwrotki (co może być interpretowane jako akceptacja jego odejścia). Na początku utworu można usłyszeć wołania członków grupy, którzy pytają „Where you at?”. Jest to nawiązanie do Fatlipa, z którym członkowie nie mają kontaktu.

### Lata 2001–2004: Humboldt Beginnings
W 2002 The Pharcyde wraz z grupą Souls of Mischief utworzyli supergrupę Almyghty Myghty Pythons, jako która wydali nakładem Hiero Imperium minialbum, zatytułowany AMP.
W 2004 dwóch pozostałych członków, Bootie Brown oraz Imani, wydali album, pt. Humboldt Beginnings. Album zdobył jeszcze mniejsze zainteresowanie od ich poprzedniego. Płyta została wydana nakładem własnej wytwórni grupy, Chapter One Entertainment.

### Zniknięcie grupy oraz powroty
Po wydaniu ostatniej płyty członkowie grupy skupili się na karierach solowych, bądź własnych projektach.
W 2005 ukazała się kompilacja, pt. Sold My Soul: The Remix & Rarity Collection, zawierająca rzadkie utwory oraz remiksy. Tego samego roku ukazał się również solowy album Fatlipa, zatytułowany The Loneliest Punk. Rok później, 26 marca ukazała się druga solowa płyta Slimkid3, pt. SLIMKID3's Cafe.
Pod koniec 2007 roku Slimkid3 koncertował wraz z zespołem Ozomatli podczas ich trasy koncertowej „Winter Tour”, odbywającej się w Stanach Zjednoczonych.
23 maja 2012, na dwudzieste urodziny grupy, Fatlip i Slimkid3 wraz z J-Swiftem oraz L.A. Jayem wzięli udział w imprezie „Bizarre Ride II The Pharcyde”, gdzie zagrali wszystkie utwory z pierwszego albumu The Pharcyde. Bootie Brown oraz Imani oznajmili, iż nie będą brać udziału w tym koncercie i zapowiedzieli własną trasę koncertową składającą się z pięciu koncertów w USA, Belgii, Holandii, Francji oraz Anglii.

## Dyskografia

### Albumy studyjne
- Bizarre Ride II the Pharcyde (1992)
- Labcabincalifornia (1995)
- Plain Rap (2000)
- Humboldt Beginnings (2004)

### Kompilacje
- Chapter One: Testing the Waters EP (2000)
- Cydeways: The Best of The Pharcyde (2001)
- Instrumentals (2005)
- Sold My Soul: The Remix & Rarity Collection (2005)